# Hemilia viossati
Hemilia viossati är en skalbaggsart som beskrevs av Ruter 1978. Hemilia viossati ingår i släktet Hemilia och familjen Cetoniidae. Inga underarter finns listade i Catalogue of Life.